# 于尔贝斯
于尔贝斯（法語：Urbeis，发音：[yʁbɛs]）是法国下莱茵省的一个市镇，属于塞莱斯塔-埃尔什泰因区（Sélestat-Erstein）和米齐格县（Mutzig）。该市镇总面积11.6平方公里，2009年时的人口为311人。

## 人口
于尔贝斯人口变化图示